# Municipio de Norberg
Norberg (en sueco: Norbergs kommun) es un municipio de la provincia de Västmanland, Suecia. Su sede se encuentra en la localidad de Norberg. El municipio actual se creó en 1971 cuando la ciudad de Norberg se fusionó con una parte del municipio rural de Västerfärnebo.

## Localidades
Solo hay un área urbana (tätort) en el municipio:
| # | Tätort  | Población |
| - | ------- | --------- |
| 1 | Norberg | 4625      |

## Ciudades hermanas
Norberg esta hermanado o tiene tratado de cooperación con:
- Raasiku, Estonia
- Nastola, Finlandia